# 2018年12月中国大陆

## 12月1日
- 中美两国元首在二十国集团峰会上达成临时“停火”共识，同意2019年不再额外加徵关税，将在90日内完成后期谈判[1][2]這是中美元首在貿易戰以來首次會晤。

## 12月2日
- 湖南益阳湖山镇一名12岁男孩吴某（化名）因不满母亲教管严格，持刀将母亲杀害引发关注，男孩系刑责年龄以下儿童, 命案发生的9天後获得释放[3]。

## 12月5日
- 浙江省公布高考英语考试成绩加权赋分事件调查结果，宣布取消这次考试的加权赋分并恢复原始得分，同时，责令浙江省教育厅厅长、党委书记郭华巍免职，责令浙江省教育考试院党委书记王玉庆免职并由浙江省监察委立案审查，而院长孙恒予被诫勉谈话，纪委书记陈煜军被监察组立案审查[4]。
- 愛奇藝偶像男團競演養成類真人秀節目《青春有你》公佈100位參賽者名單[5]。

## 12月6日
- 华为证实公司创始人任正非的长女，现任副董事长兼首席财务官(CFO)孟晚舟於12月1日在加拿大温哥华转机时，应美国政府要求被拘捕。[6]

## 12月9日
- 红十字会与红新月会国际联合会副主席、全国人大常委会副委员长、中国红十字会会长陈竺访问伊朗红新月会，在努尔·阿尔沙医院与其会长阿里·阿斯加·帕万迪进行了会谈[7][7][8]。
- 中国官方将山东省平度市老兵维权抗议事件定性为“严重暴力犯罪”，并指事件造成34人受伤，10人被捕。不过，央视新闻在各节新闻栏目播出事件的报道时，未指出事件的起因[9]。

## 12月10日
- 美国高通公司宣佈福州市中级人民法院發佈初步禁令禁止苹果公司在中國市場進口和銷售多款iPhone手機，原因是苹果违反高通公司的两项专利，禁止的手機包括iPhone 6S、iPhone 6S Plus、iPhone 7、iPhone 7 Plus、iPhone 8、iPhone 8 Plus和iPhone X[10][11]。

## 12月11日
- 优酷偶像男團競演養成類真人秀節目《以團之名》釋出宣傳片，並公開100位參賽者名單[12][13]。

## 12月15日
- 湖南邵阳隆回县罗洪中心小学贫困学生倒牛奶引发热议[14]。

## 12月16日
- 12时46分，四川宜宾市兴文县发生5.7级地震[15][16]。
- 17时许，广州市越秀区警方接获报警，称一德路大同坊北座对出有一男子坠楼。经调查，事件为某服装店女老板怀疑其员工盗窃仓库内衣物，而在事发前与男友及另外4名男子到9楼仓库找到该员工质问，其间员工从仓库阳台坠楼[17]。

## 12月17日
- 山西省阳泉市住房和城乡建设管理局、公安局官方称，在12月13日当地一网民通过抖音网络平台，发布配有“不恰当背景音乐”的城管巡逻短片，市局治安支队会同城区公安分局迅速对发帖人核查身份与锁定，并于当日上午以“在社交网络上侮辱执法人员”将其扣查，后对当事人作行政治安拘留5日[18]。

## 12月18日
- 中共十一届三中全会召开40周年之际，庆祝改革开放四十周年大会在北京人民大会堂举行。大会由国务院总理李克强主持，中共中央总书记习近平在会上发表重要讲话，回顧過去四十年的發展，高度肯定鄧小平的貢獻，並稱「將改革開放進行到底，創造新時代更大奇跡」[19]。100名改革先驱人物及10名获中国改革友谊勋章的外国人士获得表彰[20]。

## 12月21日
- 西安医学高等专科学校应众多家长要求学校于是日中午放假，直至明年开学，期末考试将推至下一学期进行。此事缘于该校12月17日有一20岁学生患出血热病亡，家属称孩子此前曾多次提到宿舍有老鼠出没，陕西省疾控中心于20日派员到学校调查，未得出老鼠的采样检测结果[21][22]。

## 12月23日
- 《環球時報》英文版報道，貴州省十多所中小學最近與企業合作，安排學生穿上植入芯片的「智能校服」，配合校園人臉識別閘機和手機應用程式，實時監控學生動態定位、學習表現、飲食以至生理狀況。英國廣播公司認為，近年各地又屢屢爆發重大校園安全事件，因此「即時監控」與「數據管理」的效率詞彙，很可能讓這套學生管控系統，很快地普及各地[23][24]。

## 12月24日
- 安徽泗县官方宣传，本县黄圩镇中心学校在升旗仪式上公开进行“抵制洋节 从我做起”的主题教育，部分学生进行了题为《伟大领袖毛主席》的国旗下讲话，校长董学丰作《圣诞节是中国人的耻辱》讲话[25]。

## 12月27日
- 和流亡美国的富商郭文贵关系密切的前国家安全部副部长马建因受贿、强迫交易、操作内幕交易等罪名，被大连市中级人民法院判无期徒刑，剥夺政治权利终身，没收个人全部财产[26][27]。
- 14时许，武昌白沙洲大道八坦路口白沙洲高架闸口处一辆593路双层公交车撞上限高架。[28]

## 12月31日
- 中国国家统计局是日公布统计数据，显示2018年12月份中国制造业PMI为49.4%，这是制造业PMI2016年以来首次跌破50点临界点[29]。